# Heinrich Faust (Meteorologe)
Heinrich Faust (* 11. März 1912 in Darmstadt; † 3. Juli 1975 in Offenbach am Main) war ein deutscher Meteorologe.
Faust studierte von 1931 bis 1936 an den Universitäten in München, Heidelberg und Gießen und war ab 1938 Meteorologe im Wetterdienst. 1942 promovierte er in Frankfurt am Main. Nach der Promotion diente er bis zum Ende des Zweiten Weltkrieges im Wetterdienst der Luftwaffe. Ab 1949 betrieb er Forschungen im Zentralamt für Wetterdienst in Bad Kissingen und Frankfurt am Main. Er veröffentlichte mehrere Bücher und Broschüren über seine Forschungsgebiete.

## Schriften

### Ganzschriften
- Cell Structure of the Atmosphere. Final Report. 1950?.
- Kaltfronten und Gewitter. 1951.
- Radioaktive Partikel in der Atmosphäre. Wilhelmshaven 1956.
- Raketen, Satelliten, Weltraumflug. Ihre praktische Bedeutung. Stuttgart 1963.
- De onde viemos, para onde vamos. Sao Paulo 1963.
- Woher wir kommen, wohin wir gehen. Fragen, die uns Welt und Leben stellen. Frankfurt am Main u. a. 1966.
- Das große Buch der Wetterkunde. Frankfurt am Main u. a. 1968, 1970 und 1982, ISBN 3-7632-1429-1.
- Der Aufbau der Erdatmosphäre. Eine zusammenfassende Darstellung unter Einbeziehung der neuen Raketen- und Satellitenmessergebnisse. Braunschweig 1968 und 1982, ISBN 3-528-07127-3.

### Aufsätze
- mit Karl Schneider-Carius: Grundschicht und Nullschicht der Atmosphäre. In: Pure and applied Geophysics. 26, 1, 1953, S. 119–126.
- Atmosphärische Einflüsse auf den Flug von Fernraketen. In: Astronautische Forschungsberichte der Hermann-Oberth-Gesellschaft. 12, 1959.
- Bedeutung und Probleme der Stratosphärenforschung. In: Universitas. 1, 1963.
- Die höhere Atmosphäre und das Wettergeschehen – Erkenntnisse heutiger Naturwissenschaft. In: Universitas. 12, 1967.
- Zur Frühjahrs-Windumstellung in Stratosphäre und Mesosphäre. In: Pure and applied Geophysics. 66, 1, 1967, S. 156–168.